# TM Rotschönberg

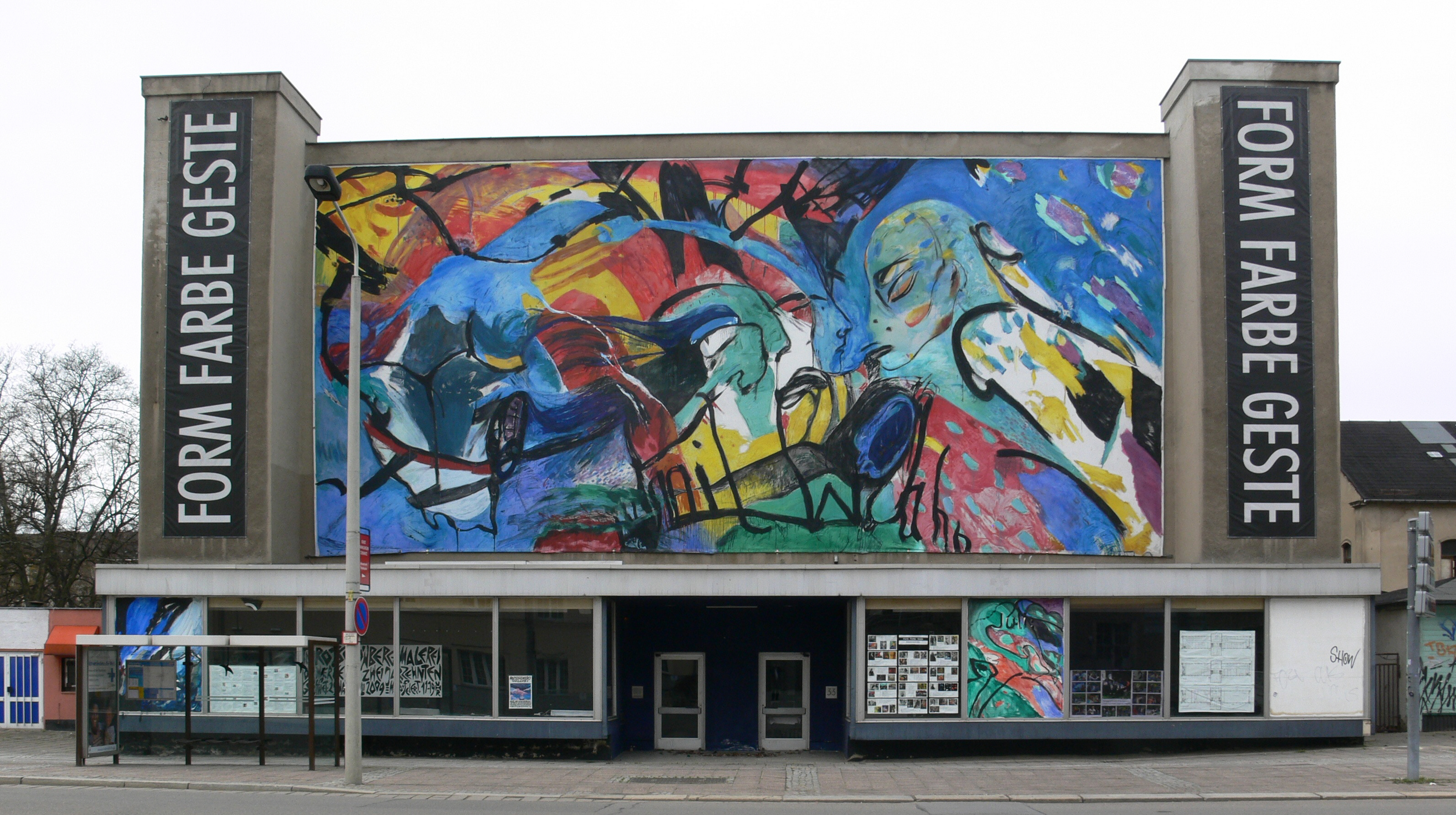
Pictură în format mare de TM Rotschönberg

TM Rotschönberg de fapt "Thomas Müller" (n. 1961 în Karl-Marx-Stadt, azi Chemnitz) este un grafician și pictor german. El a lucrat pe formate mari ca placaje folosind culori vii. Rotschönberg este un reprezentant al curentului expresionist. Era preocupat de pictură deja din copilărie, iar ulterior de matematică și chimie. După bacalaureat și terminarea serviciului militar a început în 1981 studiul chimiei la Universitäatea Freiberg. Între anii 1984 și 1985 este interogat un an întreg de seviciul de securitate din RDG. Din anul 1985 a început să prezinte picturile sale la diferite expoziții. El a fost preocupat de psihoanaliză, a și scris o carte cu tema "Die Definierung einer gesunden Persönlichkeit und deren gesellschaftlich notwendige Rahmenbedingung aus dem Blickwinkel der Psychoanalyse" (Definirea unei personalități sănătoase, după cerințele societății, din punct de vedere psihoanalitic). Din anul 1999 are profesiunea liberă de pictor, a apărut și un album cu picturile sale.